# Chenevrey-et-Morogne
Chenevrey-et-Morogne är en kommun i departementet Haute-Saône i regionen Bourgogne-Franche-Comté i östra Frankrike. Kommunen ligger i kantonen Marnay som tillhör arrondissementet Vesoul. År 2022 hade Chenevrey-et-Morogne 317 invånare.

## Befolkningsutveckling
Antalet invånare i kommunen Chenevrey-et-Morogne
| Referens: INSEE |